# (27610) Shixuanli
(27610) Shixuanli est un astéroïde de la ceinture principale.

## Description
(27610) Shixuanli est un astéroïde de la ceinture principale. Il fut découvert le 18 mai 2001 à Socorro (Nouveau-Mexique) par le projet LINEAR. Il présente une orbite caractérisée par un demi-grand axe de 2,52 UA, une excentricité de 0,06 et une inclinaison de 3,6° par rapport à l'écliptique.

## Compléments